# Miguel Ángel Lotina
Miguel Ángel Lotina Oruechebarría (ur. 18 czerwca 1957 w mieście Meñaka) – hiszpański trener i piłkarz, obecnie bez klubu.
Urodził się w niewielkim hiszpańskim miasteczku Meñaka, gdzie spędził całe swoje dzieciństwo i był najmłodszy wśród ośmiorga rodzeństwa. W czasie szkolnym uczył się języka kastylijskiego, natomiast od 20 roku życia zaczął swą karierę piłkarską. Lotina jest wychowankiem Athletic Bilbao. Jego dwie siostry, Frances i Begoña są misjonarkami Najświętszego Serca i przebywają na terenie Kenii oraz Kamerunu.
Lotina kariery piłkarskiej nie zrobił, dlatego zajął się fachem trenerskim. Początkowo pracował w klubie SD Gernika na szczeblu 3-ligowym, po czym przeniósł się do CD Logroñés, z którym występował zarówno w Segunda jak i Primera División.
Baskijski szkoleniowiec ma za sobą 15-letnie doświadczenie w pracy z zespołami we wszystkich kategoriach. W latach 1993–1996 objął posadę w Numancii. Później pracował kolejno w takich klubach jak: Badajoz, ponownie Numancia, CA Osasuna, Celta Vigo i RCD Espanyol. W sezonie 1998–99 wywalczył z Numancią awans do Primera Division, a niedługo później to samo uczyni w klubie z Pampeluny. Lata 2002–2004 to okres, w którym prowadził Celtę Vigo. Lotina z galicyjskim zespołem awansował do fazy grupowej Ligi Mistrzów. Grał m.in. z Ajaxem Amsterdam czy Manchesterem United. Od 2004 do 2006 pracował jako trener Espanyolu, gdzie również dał się zapamiętać kibicom z Olympic de Montjuic. W ostatnim sezonie pracy zdobył Puchar Króla. Po sezonie otrzymał propozycję z Realu Sociedad, gdzie miał zastąpić Bakero. Pomimo iż miał w swoim składzie takich piłkarzy jak Savio, Jesuli, Herrera czy Victor Lopez, nie potrafił uzyskiwać godnych wyników i drużyna po raz pierwszy od 40 lat pożegnała się z najwyższa klasą rozgrywkową. W 2007 roku objął posadę w Deportivo La Coruña. W 2012 przez kilka miesięcy był trenerem Villarreal CF, ale po spadku drużyny do Segunda División został zwolniony.